# Alejandra Juno
Alejandra Juno Rodríguez Villar, más conocida por su pseudónimo literario Alejandra Juno ( n. Santiago de Compostela, 9 de diciembre de 1973) es una actriz, escritora, dramaturga, y periodista gallega, en lengua castellana.

## Trayectoria
Posee un doctorado en Historia por la Universidad de Santiago de Compostela, licenciada en Ciencias da Información por la Universidad Complutense de Madrid, y con una maestría en Estudios teatrales por la Universidad de La Coruña.
Comenzó en el teatro, muy tempranamente a la edad de siete años en el Estudio de Artes Escénicas de Orense, dirigido por Mariluz Villar Otón. Dirige el grupo de teatro "Juno Teatro", dedicado principalmente a la ficción y al teatro simbólico. También se dedica como escritora dramática, con obras que representa con su grupo de trabajo , así mismo como guionista de la TVG, en el programa Luar  y en la serie Terra de Miranda, entre otros. Es profesora de lengua y literatura española, en la Universidad de Duke.
Se dedica primordialmente a investigaciones, cuya tesis doctoral sobre el grupo de teatro compostelano Ditea, dirigida por Xosé Ramón Barreiro Fernández inspiró su libro sobre intrahistoria compostelana Cuando Compostela subió el telón (2011) y ha escrito una serie de artículos sobre cine, en El Correo Gallego.
Colabora asiduamente con el grupo de teatro Yeses. En 2010 la Editorial Fundamentos, especializada en teatro, publicó dos de sus obras: Eurolé  y El retablo de las criadillas.

## Obra
- El retablo de las criadillas 2007. 144 pp. ISBN 978-84-96503-48-9
- El retablo de las criadillas / Eurolé. Batallitas del viejo continente, 2010. Editorial Fundamentos. Colección Espiral Nº 375. 160 pp. ISBN 978-84-245-1226-2[5]
- Europaz[6]
- Cuando Compostela subió el telón, 2011. Editorial Alvarellos. Colección Oeste. 400 pp. ISBN 978-84-89323-70-4[7]

### Como guionista
- Libro de familia, 2005 Serie de TV
- Luar, 1 episodio, 2003
- Terra de Miranda, 2001 Series de TV